# Тал Шакед
Тал Шакед е американски шахматист, гросмайстор.

## Биография
В периода 1996-99 г. е професионален шахматист. Най-голямото му шахматно постижение е спечелената през 1997 г. Световна титла при юношите до 20 години в Жаган, Полша. За този си успех получава гросмайсторско звание. Взима участие в турнирите в Линарес, Кан и Хавай. През 1999 г. участва на световното първенство по шахмат на Световната федерация по шахмат в Лас Вегас, САЩ, където отпада във втория кръг след загуба от българския гросмайстор Кирил Георгиев. Това е последното му състезание, като професионален шахматист. Преустановява да се занимава с шахмат, за да може да се съсредоточи върху следването си по информатика.
Учи последователно в университетите на Мериленд, Аризона и Вашингтон. През 2004 г. завършва университета във Вашингтон с магистърска степен по компютърни науки. Последователно работи за фирмите Хюлет-Пакард, Интел и Майкрософт. От октомври 2004 г. работи в Гугъл, където се занимава със създаването и оптимизирането на алгоритми, за по-ефикасно търсене и извеждане на резултати от световната мрежа Интернет.